# Nikon FE
La Nikon FE è una fotocamera SLR per pellicola 35 mm. Prodotta dal 1978 al 1983, è la versione elettronica che unisce la tecnologia della Nikon EL2, evoluzione con innesto obiettivi AI della Nikkormat EL, al nuovo corpo macchina introdotto con la Nikon FM, sorella meccanica.
Dal punto di vista estetico, si differenzia dalla sorella meccanica FM oltre che per la presenza sulla ghiera dei tempi della posizione “A” (Aperture: apertura dei diaframmi), da un pentaprisma leggermente più largo e meno spigoloso e dalla possibilità di cambiare lo schermo di messa fuoco standard “K” con altri due (“B” ed “E”).
Meccanicamente, invece, ripropone tutti i contenuti della precedente Nikon EL2 alla quale aggiunge la possibilità di sfruttare il motor-winder MD-11 ed MD-12, e di sostituire il dorso con un dorso datario, MF-12, disponibile come accessorio.
I tempi disponibili, fino al 1/1000 s, possono essere selezionati manualmente oppure con priorità di diaframmi selezionando sulla ghiera l'opzione A. 
In manuale, la corretta esposizione avviene per sovrapposizione dell'ago del galvanometro visibile nel mirino con l'ago di riferimento del tempo impostato.
La macchina non dispone di lettura TTL per il flash, funzionalità che sarà introdotta solo nel 1983 dalla sua evoluzione FE2.